# Devil’s Farmhouse
Devil’s Farmhouse, znany również w języku maltańskim jako Ir-Razzett tax-Xitan i oficjalnie jako Ir-Razzett tax-Xjaten (The Farmhouse of the Devils lub The Devils’ Farmhouse) – XVIII-wieczny dom wiejski w Mellieħa na Malcie. Na farmie znajdują się dwa niepołączone ze sobą budynki, które pierwotnie miały pełnić funkcję stajni i szkoły jazdy konnej (cavalerizza).
W pewnym czasie teren został przekształcony przez różnych rolników w gospodarstwa rolne, a budynki przeszły pewne zmiany strukturalne. Maltański mit mówi, że budynek został zbudowany przez diabła, z której to opowieści budynek wywodzi swoją historyczną nazwę. Mimo że jest to pomnikiem narodowym, jest w opłakanym stanie.

## Historia
Devil’s Farmhouse został zbudowany w XVIII wieku za rządów rycerzy zakonu św. Jana, z przeznaczeniem na stajnię dla koni. Znajduje się na terenie znanym jako Ta’ Randa, bardzo blisko L-Għar ta’Zamberat (jaskini Zamberata). Dom stoi w odosobnieniu, z dala od zabudowy miejskiej. Z posiadłością łączy się mit, że dom wiejski został zbudowany przez jednego lub kilku diabłów w jeden (lub trzy) dni. Jedynym elementem architektonicznym, który sprawia wrażenie nawiązującego do demonicznych wyobrażeń, są dwie zamknięte klatki schodowe prowadzące na dach stajni, które mają wyglądać jak dwa rogi.
Istnieje również tradycyjna piosenka / wiersz karnawałowy, w którym wspomina się o Ta’ Randa i diable. Piosenka (lub wiersz) zatytułowana Il-Karnival brzmi następująco:

Għax illum il-Karnival

Għax il-festa tax-xitan

Ix-xitan irid ikanta

Għandu denbu daqs ta’ Randa.

Bardzo z grubsza przetłumaczony tekst zapowiada diabelską uroczystość w tym miejscu.

## Architektura
Budynek ma prostą i skromną architekturę wernakularną ze szczelinowymi oknami, które spełniają rolę wentylacyjną oraz odwadniającą. Na budynku nie ma żadnych inskrypcji ani symboli, które ujawniałyby więcej informacji na temat jego użytkowania, poza cyframi rzymskimi, które zostały wykonane, gdy został on przekształcony w dom wiejski. Znajdują się one na ścianach i drewnianych belkach, i dokumentują sprzedaż różnych rodzajów warzyw przez rolników. Budynek cechuje tradycyjna maltańska architektura, która obejmuje dachy zbudowane z wapiennych płyt i żłoby do karmienie zwierząt. Pomimo przebudowy na dom wiejski, budynek wyraźnie nie wygląda, jakby pierwotnie miał nim być, ponieważ nie jest to tradycyjny maltański dom wiejski. To i położenie żłóbów dowodzi, że został on zbudowany dla koni. Te cechy mogą sugerować, że budynek mógł być wykorzystywany przez hodowców krów. Wysoki dach jednego z budynków wciąż dowodzi, że jest mało prawdopodobne, że oryginalnie była to farma krów, ale można przypuszczać, że kiedyś tak było.
Kompleks zawiera dwa oddzielne, niepołączone ze sobą budynki, które mogły powstać w różnych okresach. W przedniej części gospodarstwa stoją dwie tradycyjne girny, które zostały zbudowane dla myśliwych polujących na ptaki. Budynek był używany jako domek myśliwski i jako szkoła jazdy konnej (cavalerizza) przez rycerzy, w celu przetrzymywania koni w środku. Inne późniejsze dodatki wewnątrz budynku to drewniane belki, które zostały zainstalowane w celu podparcia dachowych płyt wapiennych. Budynki są zniszczone i wymagają renowacji. Niektóre dachy już się zawaliły, podczas gdy inne są bliskie zawalenia.

## Dziedzictwo kulturowe
Devil’s Farmhouse jest narodowym zabytkiem o znaczeniu architektonicznym. Malta Environment and Planning Authority uznała go za pomnik narodowy 1. stopnia, co chroni go przed wyburzeniem, przebudową lub dalszą rozbudową, ale również umożliwia odbudowę uszkodzonych części. Od 28 grudnia 2012 roku budynek znajduje się na liście National Inventory of the Cultural Property of the Maltese Islands (NICPMI) pod numerem 01201.

## Galeria

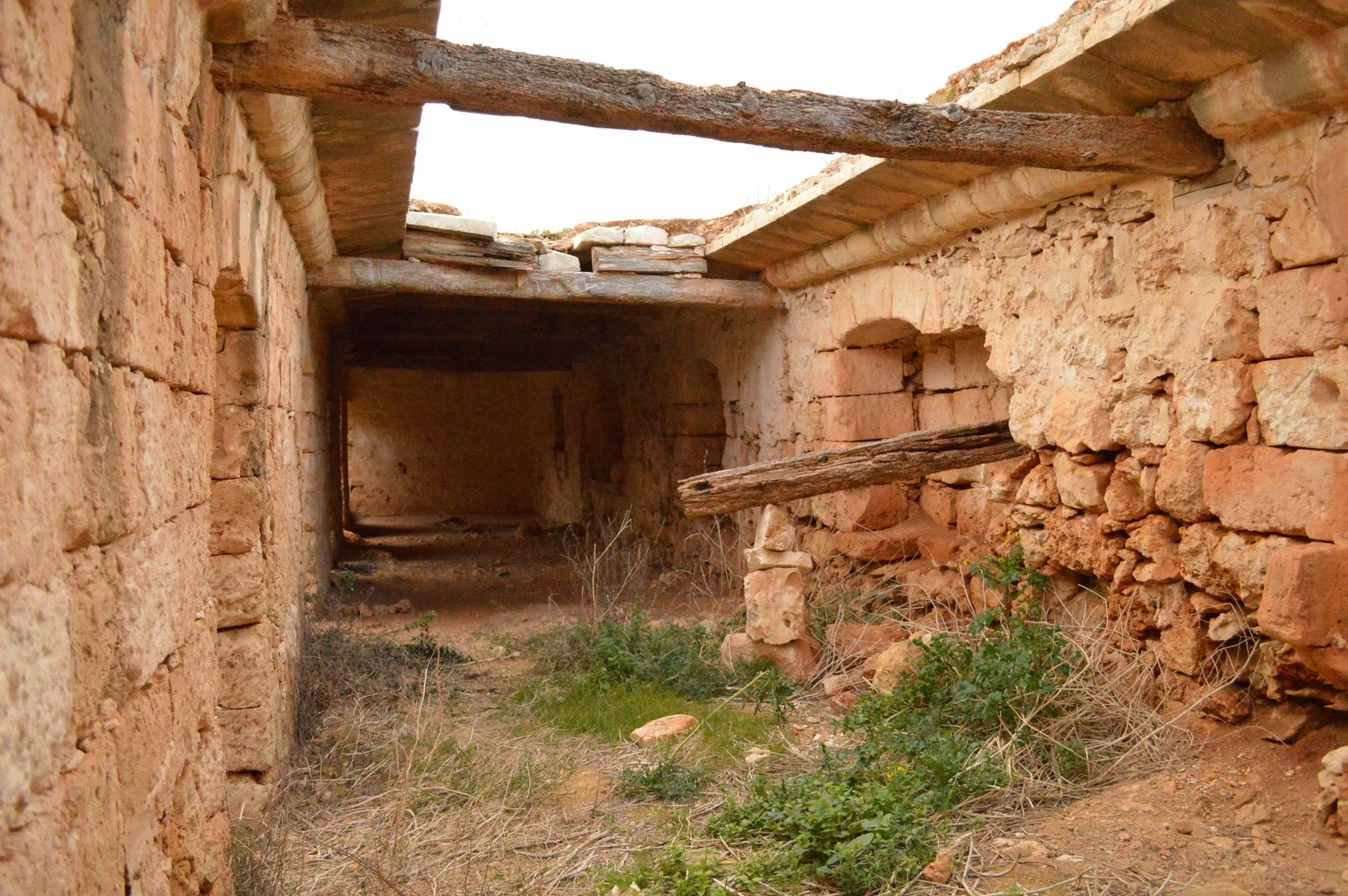
Zawalony dach
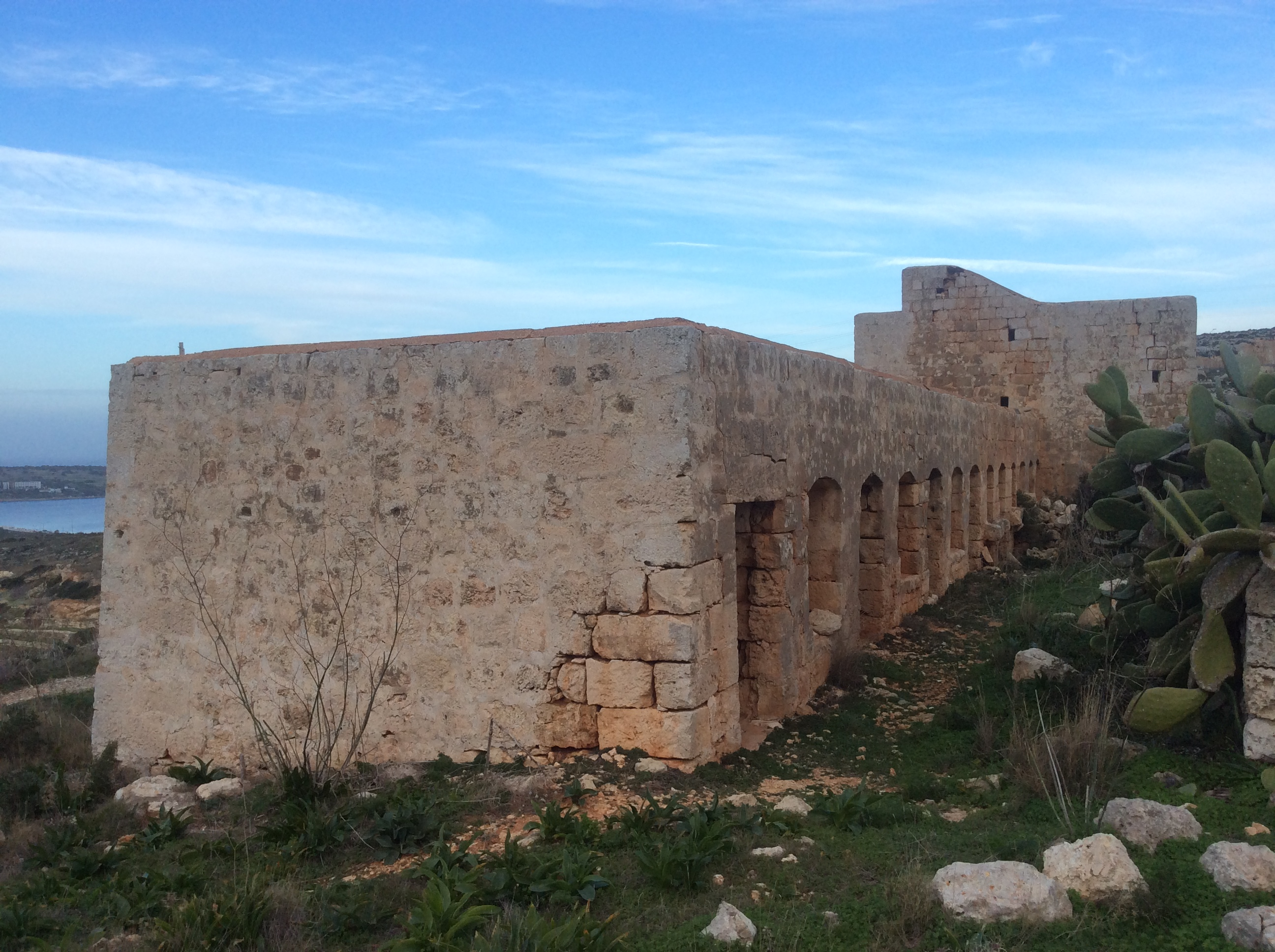
Budynek do karmienia zwierząt
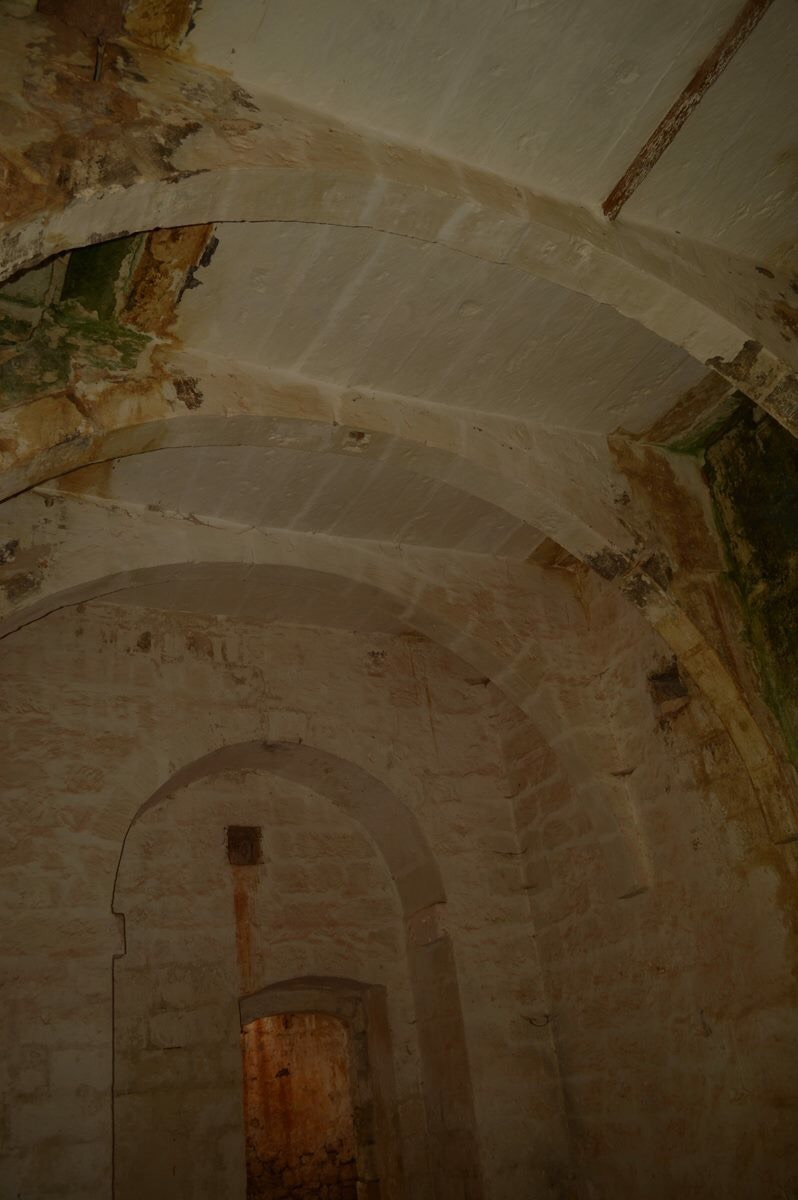
Łuku wspierające sufit
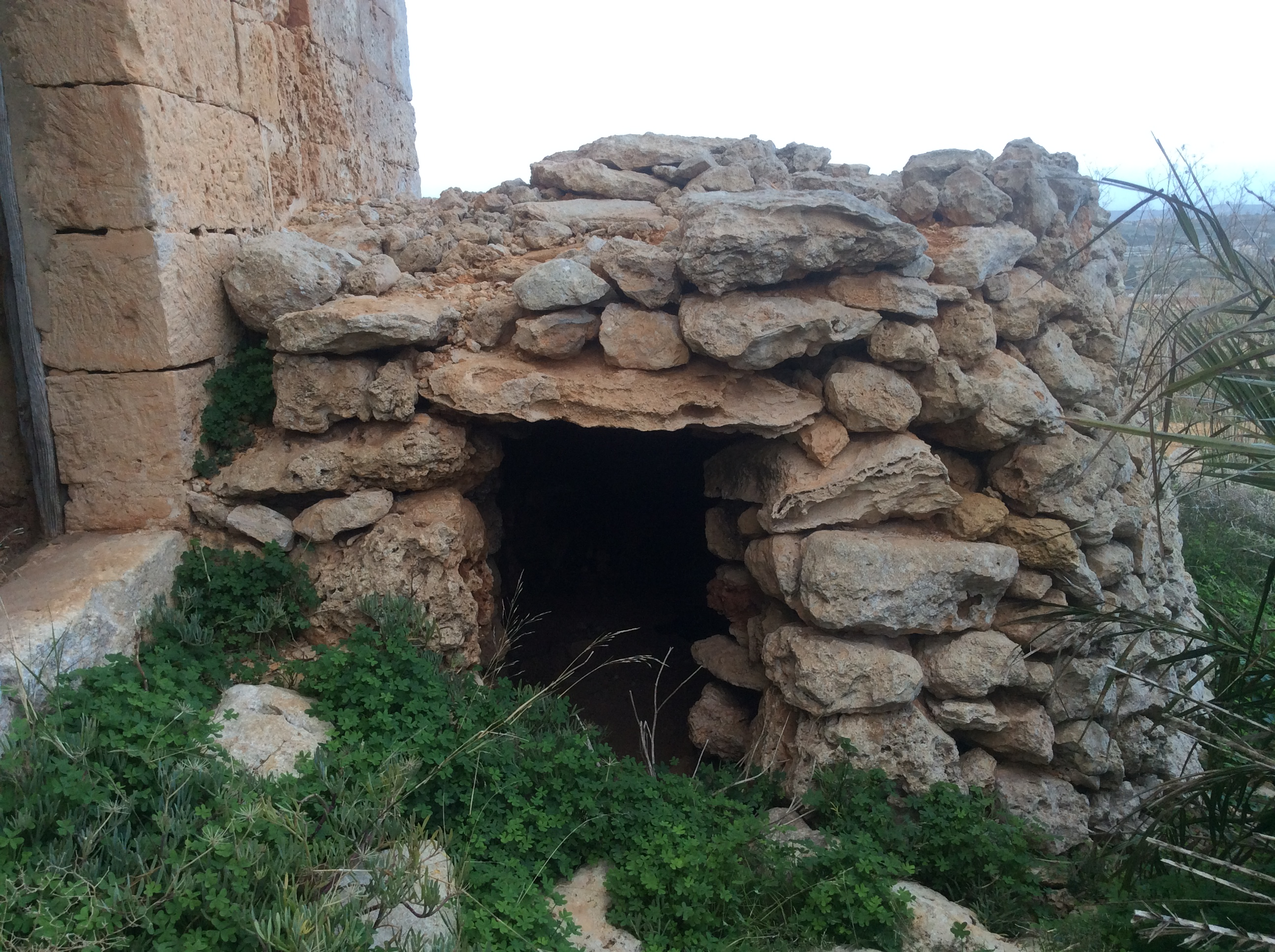
Girna przy ścianie budynku
Widok z dachu budynku; na krańcach wyjścia z dwóch klatek schodowych, które, jak mówi się symbolizują diable rogi